# Orchestica
Con il termine orchestica (dal greco ὀρχηστική τέχνη: "arte o tecnica orchestica") gli antichi greci indicavano un'azione scenica complessa che comprendeva musica, poesia e danza; attualmente è usato come sinonimo di "arte della danza" o di "coreografia".
Presso l'Accademia Nazionale di Danza italiana, che ha sede a Roma, all'epoca della direzione della sua fondatrice Jia Ruskaja (tra il 1948 e il 1970), veniva chiamata orchestica una delle discipline di studio allora in uso, sorta di danza libera di ispirazione duncaniana (da Isadora Duncan) e dalcroziana (da Émile Jaques-Dalcroze) ideata dalla stessa Ruskaja, che affiancava lo studio della tecnica accademica, ovvero la tecnica del balletto classico.